# ユキチャン
ユキチャン（欧字名:Yukichan、2005年3月28日 - ）は、白毛の繁殖牝馬。競走馬時代には2007年から2010年にかけて中央競馬や地方競馬へ出走して17戦5勝の戦績を持ち、2010年度には「NAR最優秀牝馬」として表彰される活躍を見せた。

## 生い立ち

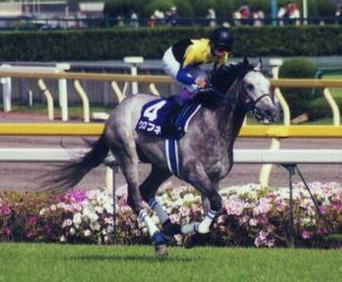
父・クロフネ（2001年）

2005年、北海道早来町のノーザンファームに生まれる。毛色は白毛馬である母馬のシラユキヒメからの遺伝とみられ、兄にはシロクン、ホワイトベッセルという2頭の白毛馬がいた。父・クロフネは芦毛で、2001年のNHKマイルカップとジャパンカップダートの優勝馬。芝とダートの双方で活躍したが、特にダート競走では史上最強馬と見る向きもあった。
本馬の管理調教師であり、シロクンも手掛けた後藤由之は、初めて見たときの印象について「体や顔、常歩（なみあし）で歩くときの脚の送りなどを見て、まともな馬だな」「お母さんやお兄ちゃんより、体と動きがやわらかいな」と感じたとしている。牧場からは「重賞を勝てるような馬」であると申し送られ、競走年齢の2歳を迎えた2007年春に茨城県美浦トレーニングセンターの後藤厩舎に入った。競走馬名の意味は「愛称。白毛のお嬢さん」とされている。なお、同年4月には兄のホワイトベッセルが白毛馬として中央競馬史上初の勝利を挙げている。

## 競走馬としての実績

### 2歳時（2007年）
2007年7月8日、福島競馬場の2歳新馬戦（芝1200メートル）で初出走。当時まだ肉体的にも精神的にも未熟な状態だったが、「一度実戦を経験させた方が後々育てやすくなる」という考えから早期のデビューとなった。また「ファンは芝で走るところを見たいだろう」というところから、芝の競走が選ばれた。吉田隼人を鞍上に、当日は2番人気の支持を受けたが、スタート直後に他馬から進路妨害を受ける不利もあり、14着と敗れた。
その後いったん放牧に出され、12月に中山競馬場の未勝利戦（ダート1200メートル）へ出走。5番人気と評価を落としたが、2着に2馬身差をつけて初勝利を挙げた。第3コーナーから最終コーナーにかけて、砂を被って怯む素振りを見せながらも盛り返した姿を見て、後藤は「普通の馬よりは走るな、と思いましたね」と述懐している。その後は再び放牧に出された。

### 3歳時（2008年）

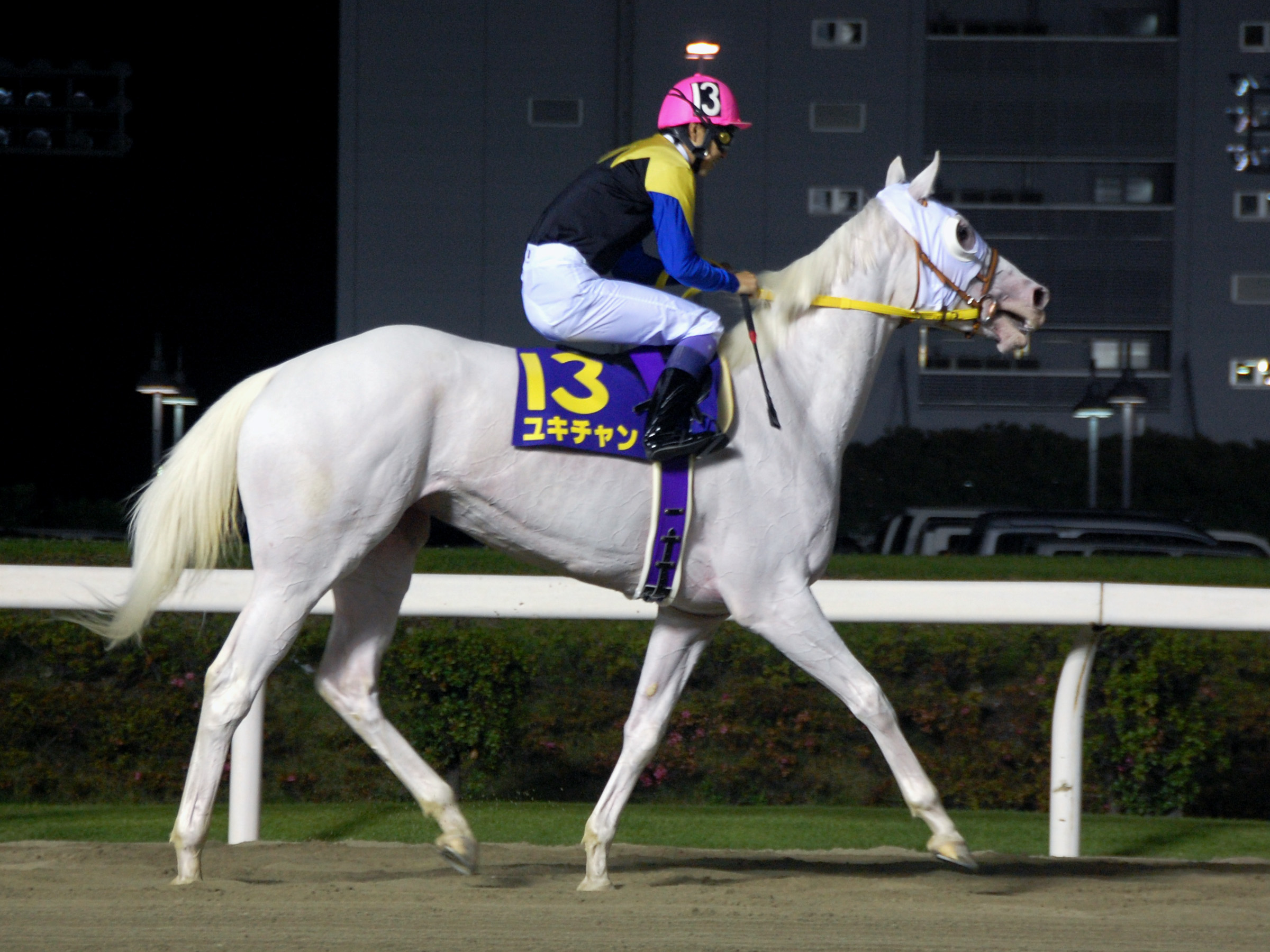
関東オークスに出走したユキチャン

3月末に芝の競走・ミモザ賞で2勝目を挙げ、「白毛馬による芝競走の勝利」「白毛馬による特別戦の勝利」いずれも史上初を達成した。この時点で後藤は春の牝馬クラシック競走を意識し始める。4月27日には優駿牝馬（オークス）へのトライアル競走・フローラステークスへ出走。当日は4番人気に支持されたが、スローペースからの瞬発力勝負となったなかでジリジリとしか伸びず、7着と敗れた。以後も引き続きオークスを目標とした調教が続けられたが、収得賞金不足で除外されたことから目標をダートグレード競走・関東オークスに切り替えた。なお、後藤はオークスを回顧し「あのメンバーで芝2400メートルを走るのなら、ブリンカーをつけて前に行くという『逃げ宣言』をすれば、他は距離に不安のある馬だから、すんなり先手をとれる。そして、後ろの馬に脚を使わせるサバイバルレースの形に持ち込めば生き残れるんじゃないか」と考えていたといい、オークスを想定したブリンカーを関東オークスで着用することになった。
騎手はそれまでの吉田隼人に代わり、父クロフネに騎乗していた武豊を迎えた。ユキチャンの関東オークス出走は大きな注目を集め、当日の入場人員は前年比127パーセント超、売上は競走史上最高の4億3884万円を記録し、そのうち32万円あまりは特設の「ユキチャン単勝専用窓口」で発売された。スタートが切られると最初の正面スタンド前で先頭に立ち、スローペースで馬群を先導。第3コーナーからペースを上げて後続を引き離すと、最後の直線ではさらに差を広げ、2着プロヴィナージュに8馬身差をつけて勝利した。白毛馬による重賞初制覇であるのみならず、一競走としても走破タイム2分14秒7は従来の記録を0秒9上回るものであり、8馬身差も2000年にダートグレード競走に指定されて以来の最大着差であった。武は「注目されて緊張したけど強い姿を見せられてホッとした。可愛いだけじゃない」と感想を述べた。また1997年に白毛馬として史上初の勝利を挙げたハクホウクンの馬主・柳田清は、日本中央競馬会の広報誌『優駿』に「勝ったときは嬉しかったですね。白毛は弱いという先入観がまちがっていることを証明してくれた」と喜びの声を寄せた。
その後は3歳ダート戦線の日本一決定戦・ジャパンダートダービーに出走する予定だったが、蕁麻疹を発症し競走当日に除外となる。さらに2走を除外されたのち、芝の重賞競走クイーンステークスに出走。しかし見せ場のないまま9着と敗れ、騎乗した藤田伸二はダート向きの馬であるとの見解を示した。他方、当日の札幌競馬場への入場者は5年ぶりに2万人を超える2万5373人（前年比142.6パーセント）を記録するなど、ファンからの注目度は依然として高かった。
続くダート重賞シリウスステークス9着を経て、10月19日には芝の牝馬三冠最終戦・秋華賞に出走。騎手は関東オークス以来で武豊が務めた。白毛馬のGI競走への出走ということもあり注目されたが、レースでは好位につけながら直線で失速して17着と大敗。芝の競走に求められる瞬発力不足も露呈し、武は「芝では限界があるのかもしれない」と語った。これ以降、芝の競走へ出走することはなくなった。
ダート路線に戻ったのちは、12月にクイーン賞へ出走。安藤勝己を鞍上に1番人気に支持される。レースでは先行策をとり、最終コーナーからは2番人気のヤマトマリオンと並んで直線で激しく競り合ったが、アタマ差遅れての2着となった。当年はこれでシーズンを終えた。

### 4歳時（2009年）
4歳となった2009年は1月のTCK女王盃から始動。前走で敗れたヤマトマリオンと再び顔を合わせるも、同馬を抑え1番人気に支持された。レースでは両馬とも後方からのレース運びとなるも、ユキチャンは早めに進出し向正面で先頭に立った。最後の直線では「併せるとユキチャンはしぶとい」ことを見越した幸英明・ヤマトマリオンが離れた外から追い込み、これにかわされて1馬身差の2着と敗れた。その後はエンプレス杯、マリーンカップと2戦連続で6着となる。
7月、それまでの収得賞金が半減される規定が適用され、地方交流競走の中央馬出走枠に入れない事例が増えた。こうした状況を受けて馬主の金子真人と後藤が話し合った結果、9月に公営・川崎競馬の山崎尋美厩舎へ転厩することが決定。山崎は前管理者である後藤に電話し、「ゲートの出方に癖がある、皮膚が弱い、夏場はレースに使わない」といったアドバイスを受けた。10月にはTCKディスタフで地方馬としての初出走を迎えたが、休養明けに58kgという重い斤量も重なり3着となる。この競走で騎手を務めた今野忠成が以後騎手として定着し、12月にはダートグレード競走のクイーン賞へ出走。前年敗れたヤマトマリオンを抑えて1番人気に支持されると、レースでは最後の直線でテイエムヨカドー（船橋）との競り合いを制し、関東オークス以来約1年6カ月ぶりの勝利を挙げた。山崎は「実力よりも人気のある馬ですから、今日は勝ててホッとしました。これでアイドルホースから女王になれました」と語った。

### 5歳時（2010年）
2010年も前年同様TCK女王盃から始動。レースでは逃げるトウホクビジンを見る先行集団を進み、最終コーナーで先頭に立つと、最後はウェディングフジコに詰め寄られながらもこれをクビ差凌ぎ、重賞2連勝を遂げた。地方勢のTCK女王盃制覇は6年ぶりのことであった。今野は「最後の直線での追い比べでは、僕も脇の下に汗をかきました。ユキチャンがよく頑張ってくれました。一度も交わされてはいないんですが、ウェディングフジコが目に入ったら、もう1回反応してくれました」と回顧し、また山崎は「好位置から4コーナーで先頭に立って、どれだけ直線で離すかなと思っていたら、お友達が来ないとダメなのか……ゴール前は息が止まりそうでしたよ（笑）」と感想を述べた。
その後、出走を予定していたエンプレス杯を感冒により回避。改めて出走したマリーンカップでは3着、移籍以来はじめて地元での出走となった川崎マイラーズでは9着に終わる。夏前にノーザンファームへ放牧に出されたのち、3度目の出走となる翌年2月のTCK女王盃での復帰に向けて調整が進められていたが、脚部の状態が良化しないことから12月に引退、繁殖入りが発表された。
翌2011年1月、地方競馬の年度表彰・NARグランプリ2010において、TCK女王盃の優勝が評価され最優秀牝馬に選出された。なお、翌年から2歳、3歳、4歳以上最優秀馬の部門が牡馬と牝馬に分離され、「最優秀牝馬」は廃止となっている。

## 競走成績
以下の内容は、netkeiba.comの情報に基づく。
| 競走日 | 競走日 | 競走日 | 競馬場 | 競走名            | 格       | 距離（馬場）  | 頭 数 | 枠 番 | 馬 番 | オッズ （人気） | オッズ （人気） | 着順 | タイム （上がり3F） | 着差 | 騎手      | 斤量 [kg] | 1着馬（2着馬）         |
| ------ | ------ | ------ | ------ | ----------------- | -------- | ------------- | ----- | ----- | ----- | --------------- | --------------- | ---- | ------------------- | ---- | --------- | --------- | ---------------------- |
| 2007   | 07.    | 08     | 福島   | 2歳新馬           |          | 芝1200m（良） | 16    | 8     | 16    | 04.5            | （2人）         | 14着 | 01:13.1 (36.2)      | -1.3 | 0吉田隼人 | 54        | レオマイスター         |
|        | 12.    | 08     | 中山   | 2歳未勝利         |          | ダ1200m（良） | 16    | 6     | 11    | 15.5            | （5人）         | 01着 | 01:13.0 (37.5)      | -0.3 | 0吉田隼人 | 54        | （ソシアルグレイシー） |
| 2008   | 03.    | 29     | 中山   | ミモザ賞          | 500万下  | 芝2000m（良） | 12    | 7     | 9     | 14.1            | （8人）         | 01着 | 02:02.2 (35.8)      | -0.0 | 0吉田隼人 | 54        | （ハイカックウ）       |
|        | 04.    | 27     | 東京   | フローラS         | JpnII    | 芝2000m（良） | 18    | 7     | 13    | 07.7            | （4人）         | 07着 | 02:01.1 (35.2)      | -0.6 | 0吉田隼人 | 54        | レッドアゲート         |
|        | 06.    | 18     | 川崎   | 関東オークス      | JpnII    | ダ2100m（良） | 14    | 8     | 13    | 02.8            | （2人）         | 01着 | 02:14.7 (39.2)      | -1.7 | 0武豊     | 54        | （プロヴィナージュ）   |
|        | 07.    | 09     | 大井   | ジャパンDダービー | JpnI     | ダ2000m（不） | 15    | 1     | 2     |                 |                 | 除外 |                     |      | 0武豊     | 54        | サクセスブロッケン     |
|        | 08.    | 17     | 札幌   | クイーンS         | JpnIII   | 芝1800m（良） | 13    | 6     | 9     | 08.9            | （4人）         | 09着 | 01:49.4 (36.3)      | -1.3 | 0藤田伸二 | 52        | ヤマニンメルベイユ     |
|        | 10.    | 04     | 阪神   | シリウスS         | GIII     | ダ2000m（良） | 16    | 2     | 4     | 08.1            | （3人）         | 08着 | 02:05.3 (38.7)      | -1.5 | 0四位洋文 | 52        | マイネルアワグラス     |
|        | 10.    | 19     | 京都   | 秋華賞            | JpnI     | 芝2000m（良） | 18    | 4     | 8     | 21.4            | （9人）         | 17着 | 01:59.8 (36.4)      | -1.4 | 0武豊     | 55        | ブラックエンブレム     |
|        | 12.    | 10     | 船橋   | クイーン賞        | JpnIII   | ダ1800m（不） | 14    | 5     | 7     | 02.4            | （1人）         | 02着 | 01:49.5 (37.1)      | -0.0 | 0安藤勝己 | 54        | ヤマトマリオン         |
| 2009   | 01.    | 21     | 大井   | TCK女王盃         | JpnIII   | ダ1800m（良） | 16    | 3     | 6     | 01.7            | （1人）         | 02着 | 01:53.5 (38.6)      | -0.2 | 0武豊     | 54        | ヤマトマリオン         |
|        | 02.    | 25     | 川崎   | エンプレス杯      | JpnII    | ダ2100m（不） | 14    | 5     | 7     | 02.1            | （2人）         | 06着 | 02:17.0 (40.0)      | -1.7 | 0武豊     | 55        | ニシノナースコール     |
|        | 06.    | 10     | 船橋   | マリーンC         | JpnIII   | ダ1600m（良） | 14    | 3     | 3     | 02.8            | （2人）         | 06着 | 01:42.4 (38.7)      | -1.4 | 0武豊     | 56        | メイショウバトラー     |
|        | 10.    | 21     | 大井   | TCKディスタフ     | 南関SIII | ダ1800m（良） | 16    | 6     | 12    | 02.6            | （1人）         | 03着 | 01:54.1 (39.5)      | -0.4 | 0今野忠成 | 58        | ツクシヒメ             |
|        | 12.    | 09     | 船橋   | クイーン賞        | JpnIII   | ダ1800m（稍） | 14    | 6     | 10    | 02.5            | （1人）         | 01着 | 01:54.5 (39.3)      | -0.0 | 0今野忠成 | 55        | （テイエムヨカドー）   |
| 2010   | 01.    | 20     | 大井   | TCK女王盃         | JpnIII   | ダ1800m（良） | 14    | 7     | 11    | 02.7            | （1人）         | 01着 | 01:52.9 (38.5)      | -0.0 | 0今野忠成 | 54        | （ウェディングフジコ） |
|        | 04.    | 14     | 船橋   | マリーンC         | JpnIII   | ダ1600m（重） | 13    | 4     | 4     | 06.5            | （3人）         | 03着 | 01:39.5 (37.7)      | -0.3 | 0今野忠成 | 56        | トーホウドルチェ       |
|        | 05.    | 12     | 川崎   | 川崎マイラーズ    | 南関SIII | ダ1600m（重） | 14    | 2     | 2     | 03.1            | （1人）         | 09着 | 01:41.0 (41.0)      | -2.5 | 0今野忠成 | 57        | イーグルショウ         |

### 白毛馬としての達成記録
- 芝競走初勝利 - 2008年ミモザ賞[12]
- 特別競走初勝利 - 2008年ミモザ賞[12]
- 重賞初出走 - 2008年フローラステークス[13]
- 重賞初勝利 - 2008年関東オークス[16]
- 中央GI競走初出走 - 2008年秋華賞[20]

## 繁殖牝馬としての実績
故郷であるノーザンファームで繋養されている。2013年には第2仔としてハービンジャーとの間に「シロインジャー」という白毛の牝馬が誕生した。2015年には第3仔としてロードカナロアとの間に「ハウナニ」という白毛の牝馬が誕生した。2016年には第4仔としてヨハネスブルグとの間に「マイヨブラン」という白毛の牡馬が誕生した。さらにノヴェリストとも交配され、2017年に白毛の仔が誕生している。シロインジャーの初仔のメイケイエールが2020年の小倉2歳ステークス、ファンタジーステークス、2021年のチューリップ賞、2022年のシルクロードステークス、京王杯スプリングカップ、セントウルステークスを制している。
2024年、第7仔のアマンテビアンコが羽田盃を制し、産駒初の重賞・GI級競走制覇を達成した。
|       | 生年   | 馬名             | 性 | 毛色 | 父               | 馬主                   | 厩舎           | 戦績                  |
| ----- | ------ | ---------------- | -- | ---- | ---------------- | ---------------------- | -------------- | --------------------- |
| 初仔  | 2012年 | ポリアフ         | 牝 | 鹿毛 | キングカメハメハ | （有）シルクレーシング | 栗東・吉田直弘 | 12戦1勝（引退、繁殖） |
| 2番仔 | 2013年 | シロインジャー   | 牝 | 白毛 | ハービンジャー   | （有）シルクレーシング | 栗東・吉田直弘 | 4戦0勝（引退、繁殖）  |
|       | 2014年 | （流産）         |    |      | ハービンジャー   |                        |                |                       |
| 3番仔 | 2015年 | ハウナニ         | 牝 | 白毛 | ロードカナロア   | （有）シルクレーシング | 美浦・手塚貴久 | 11戦2勝（引退、繁殖） |
| 4番仔 | 2016年 | マイヨブラン     | 牡 | 白毛 | ヨハネスブルグ   | （有）シルクレーシング | 美浦・加藤征弘 | 6戦1勝（引退）        |
| 5番仔 | 2017年 | ラテマキアート   | 牝 | 白毛 | ノヴェリスト     |                        | 美浦・栗田徹   | 不出走（死亡）        |
|       | 2018年 | （不受胎）       |    |      | ロードカナロア   |                        |                |                       |
| 6番仔 | 2019年 | ハイアムズビーチ | 牝 | 白毛 | ドレフォン       | （有）シルクレーシング | 美浦・萩原清   | 15戦3勝（引退）       |
|       | 2020年 | （不受胎）       |    |      | ダノンレジェンド |                        |                |                       |
| 7番仔 | 2021年 | アマンテビアンコ | 牡 | 白毛 | ヘニーヒューズ   | （有）シルクレーシング | 美浦・宮田敬介 | 5戦3勝（現役）        |
| 8番仔 | 2022年 | フォンデネージュ | 牝 | 鹿毛 | ドレフォン       | （有）シルクレーシング | 美浦・武井亮   | 3戦0勝（現役）        |
| 9番仔 | 2023年 | ルミテュット     | 牝 | 鹿毛 | ルヴァンスレーヴ | （有）シルクレーシング | 美浦・萩原清   | （デビュー前）        |

- 2025年4月20日現在

## 血統表
| ユキチャンの血統                         | ユキチャンの血統                                              | ユキチャンの血統                        | （血統表の出典）                        | （血統表の出典） |
| 父系                                     | デピュティミニスター系                                        | デピュティミニスター系                  | デピュティミニスター系                  | [ § 2 ]          |
| 父 *クロフネ Kurofune 1998 芦毛 アメリカ | 父の父*フレンチデピュティ French Deputy 1992 栗毛 アメリカ    | Deputy Minister                         | Vice Regent                             | Vice Regent      |
| 父 *クロフネ Kurofune 1998 芦毛 アメリカ | 父の父*フレンチデピュティ French Deputy 1992 栗毛 アメリカ    | Deputy Minister                         | Mint Copy                               |                  |
| 父 *クロフネ Kurofune 1998 芦毛 アメリカ | 父の父*フレンチデピュティ French Deputy 1992 栗毛 アメリカ    | Mitterand                               | Hold Your Peace                         | Hold Your Peace  |
| 父 *クロフネ Kurofune 1998 芦毛 アメリカ | 父の父*フレンチデピュティ French Deputy 1992 栗毛 アメリカ    | Mitterand                               | Laredo Lass                             |                  |
| 父 *クロフネ Kurofune 1998 芦毛 アメリカ | 父の母*ブルーアヴェニュー Blue Avenue 1990 芦毛 アメリカ      | Classic Go Go                           | Pago Pago                               | Pago Pago        |
| 父 *クロフネ Kurofune 1998 芦毛 アメリカ | 父の母*ブルーアヴェニュー Blue Avenue 1990 芦毛 アメリカ      | Classic Go Go                           | Classic Perfection                      |                  |
| 父 *クロフネ Kurofune 1998 芦毛 アメリカ | 父の母*ブルーアヴェニュー Blue Avenue 1990 芦毛 アメリカ      | Eliza Blue                              | Icecapade                               | Icecapade        |
| 父 *クロフネ Kurofune 1998 芦毛 アメリカ | 父の母*ブルーアヴェニュー Blue Avenue 1990 芦毛 アメリカ      | Eliza Blue                              | *コレラ                                 |                  |
| 母 シラユキヒメ 1996 白毛                | 母の父*サンデーサイレンス Sunday Silence 1986 青鹿毛 アメリカ | Halo                                    | Hail to Reason                          | Hail to Reason   |
| 母 シラユキヒメ 1996 白毛                | 母の父*サンデーサイレンス Sunday Silence 1986 青鹿毛 アメリカ | Halo                                    | Cosmah                                  |                  |
| 母 シラユキヒメ 1996 白毛                | 母の父*サンデーサイレンス Sunday Silence 1986 青鹿毛 アメリカ | Wishing Well                            | Understanding                           | Understanding    |
| 母 シラユキヒメ 1996 白毛                | 母の父*サンデーサイレンス Sunday Silence 1986 青鹿毛 アメリカ | Wishing Well                            | Mountain Flower                         |                  |
| 母 シラユキヒメ 1996 白毛                | 母の母*ウェイブウインド Wave Wind 1991 鹿毛 アメリカ          | Topsider                                | Northern Dancer                         | Northern Dancer  |
| 母 シラユキヒメ 1996 白毛                | 母の母*ウェイブウインド Wave Wind 1991 鹿毛 アメリカ          | Topsider                                | Drumtop                                 |                  |
| 母 シラユキヒメ 1996 白毛                | 母の母*ウェイブウインド Wave Wind 1991 鹿毛 アメリカ          | Storm and Sunshine                      | Star de Naskra                          | Star de Naskra   |
| 母 シラユキヒメ 1996 白毛                | 母の母*ウェイブウインド Wave Wind 1991 鹿毛 アメリカ          | Storm and Sunshine                      | Sea Drone                               |                  |
| 母系(F-No.)                              | (FN:2-w)                                                      | (FN:2-w)                                | (FN:2-w)                                | [ § 3 ]          |
| 5代内の近親交配                          | Northern Dancer：M4×S5、Nearctic：S5×M5                       | Northern Dancer：M4×S5、Nearctic：S5×M5 | Northern Dancer：M4×S5、Nearctic：S5×M5 | [ § 4 ]          |
| 出典                                     | 1. 2. 3. 4.                                                   | 1. 2. 3. 4.                             | 1. 2. 3. 4.                             | 1. 2. 3. 4.      |

- 全妹マシュマロの産駒にハヤヤッコ、半妹ブチコ（父キングカメハメハ）の産駒にソダシとママコチャがいる。